# کیکه سالاس
کیکه سالاس (انگلیسی: Kike Salas؛ زادهٔ ۲۳ آوریل ۲۰۰۲) بازیکن فوتبال اهل اسپانیا است.